# 尼古拉·勒戈夫
尼古拉·勒戈夫（法語：Nicolas Le Goff，1992年2月15日—），法國男子排球運動員。他在場上的位置是副攻。他代表法國國家男子排球隊參賽。曾隨隊參加2016年夏季奧運。